# Lázaro del Álamo
Lázaro del Álamo (El Espinar, c. 1530 - Ciudad de México, 19 de mayo de 1570) fue un compositor español del Renacimiento que trabajó como maestro de capilla en la Catedral de la Ciudad de México.

## Vida
Lázaro del Álamo nació hacia 1530 en El Espinar, provincia de Segovia, hijo del maestro de escuela Juan del Álamo. Sirvió como infante del coro de 1542 hasta 1549 en la Catedral de Segovia junto con su hermano Jerónimo. Allí fue instruido y formado en música por los maestros Gerónimo de Espinar y, posteriormente, Bartolomé de Olaso. Posteriormente pasó a Salamanca, donde se empleó en la Universidad de Salamanca con el apoyo económico del noble Matheo Arévalo Sedeño. Allí continuó su formación con el maestro de capilla y catedrático Juan de Oviedo. Con el apoyo de su benefactor, Lázaro del Álamo fue el primer músico y compositor europeo en ir a la Ciudad de México.
Alonso de Montúfar OP. fue nombrado arzobispo de México el 23 de junio de 1554 y se llevó consigo a Ciudad de México a Álamo, con la intención de que fuera responsable de la música en la Catedral de México, donde fue contratado como cantor. El 16 de octubre de 1554 Álamo del Lázaro fue nombrado canónigo de la Catedral. El 2 de enero de 1556 fue ordenado sacerdote y posteriormente nombrado maestro de capilla.
Lázaro del Álamo obtuvo una pensión real como canónigo en junio de 1568 por sus especiales logros musicales en la catedral por sugerencia del Arzobispo Montúfar. Sólo pudo disfrutar de este premio durante dos años, ya que falleció a principios de 1570, a la edad de unos 40 años en la Ciudad de México.

## Obra
Lázaro del Álamo compuso música sacra en latín y en español. Para los servicios en memoria de Carlos I; el 29 de noviembre de 1559 en la Ciudad de México compuso un salmo en cuatro partes. Además, escribió diversos motetes, villancicos y canzonetas para fiestas eclesiásticas como el Corpus Christi y la Navidad.